# Platymetopius cruentatus
Platymetopius cruentatus är en insektsart som beskrevs av Haupt 1927. Platymetopius cruentatus ingår i släktet Platymetopius och familjen dvärgstritar. Inga underarter finns listade i Catalogue of Life.